# Weikendorf
Weikendorf osztrák mezőváros Alsó-Ausztria Gänserndorfi járásában. 2020 januárjában 2026 lakosa volt. 

## Elhelyezkedése

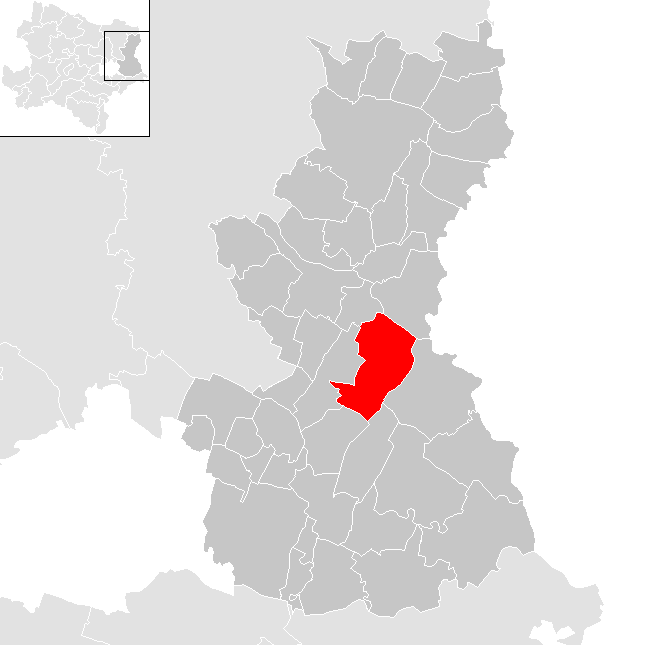
Weikendorf a Gänserndorfi járásban

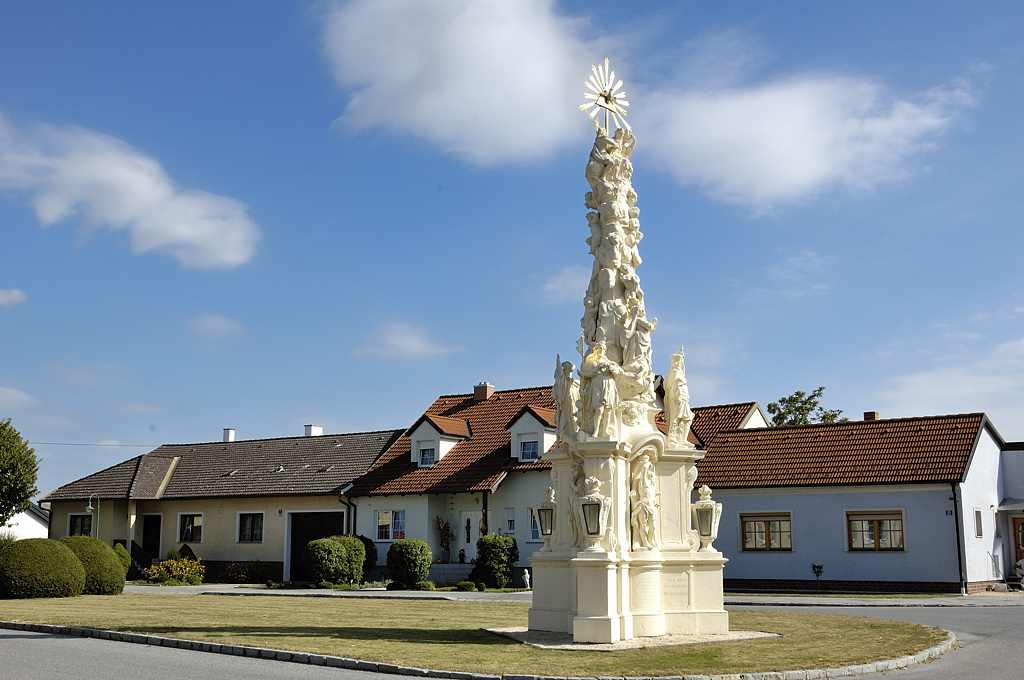
A Szentháromság-oszlop

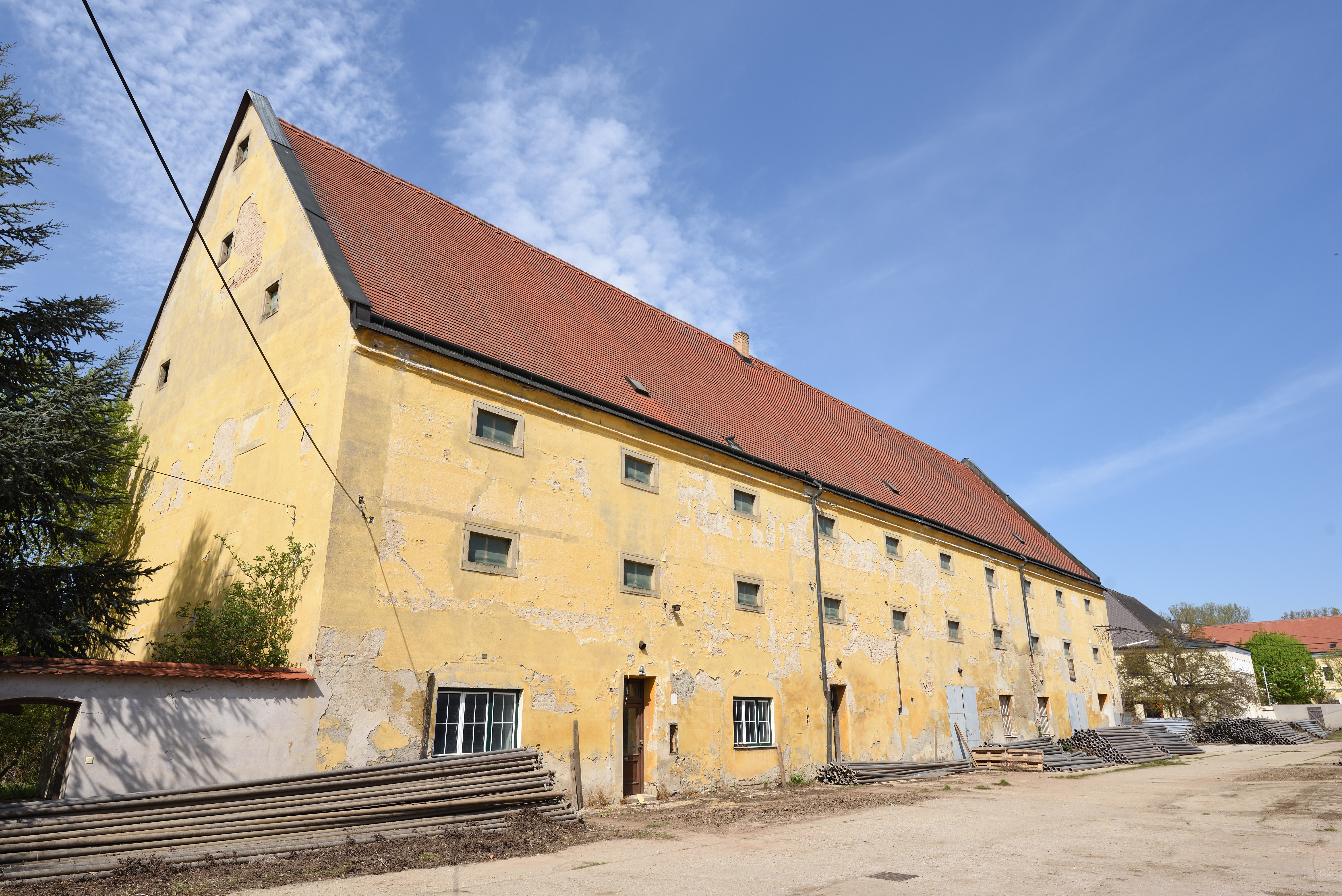
A 17. századi magtár

Weikendorf a tartomány Weinviertel régiójában fekszik a Morva-mező északkeleti részén, a Weidenbach és a Feilbach folyók mentén. Területének 12,7%-a erdő, 79,6% áll mezőgazdasági művelés alatt. Az önkormányzat 4 településrészt, illetve falut egyesít: Dörfles (265 lakos 2020-ban), Stripfing (320), Tallesbrunn (318) és Weikendorf (1123). 
A környező önkormányzatok: északkeletre Angern an der March, délkeletre Weiden an der March, délre Untersiebenbrunn, délnyugatra Obersiebenbrunn, nyugatra Gänserndorf, északnyugatra Prottes.  

## Története
A mezőváros neve a Wiko személynévből származik. Egy 1074-re keltezett hamisított oklevél szerint Ernő őrgróf felesége, Swanhild jóváhagyásával a melki apátságnak adományozta Weikendorfot. A kolostor 1115-ben felépíttette a Szt. Kolomannak ajánlott templomot.  Az 1289–1294 közötti apátsági urbárium 38 adófizetőt számlált össze a faluban. 1411-ben a település mezővárosi kiváltságokat kapott. 1462-ben III. Frigyes császár engedélyezte egy kis vár (castellum) építését; ugyanekkor megszűnt az egyházközség önállósága és a mezőváros papját közvetlenül Melkből küldték. 1590-ben 53 házat írtak össze; ez 1795-ben 94-re gyarapodott. Bécs 1683-as ostromakor a törökök kifosztották, majd a 17-18. század fordulóján Rákóczi kurucai dúlták fel. A napóleoni háborúk során franciák, az 1866-os porosz-osztrák háborúban poroszok szállták meg a települést. Weikendorf 1848-ban szabadult fel az apátság gyámsága alól és vált önálló önkormányzattá. A második világháború után tíz évig szovjet megszállás alá került.     

## Lakosság
A weikendorfi önkormányzat területén 2020 januárjában 2026 fő élt. A lakosságszám 1971 óta alapvetően gyarapodó tendenciát mutat. 2018-ban az ittlakók 90,8%-a volt osztrák állampolgár; a külföldiek közül 1,4% a régi (2004 előtti), 3% az új EU-tagállamokból érkezett. 3,5% a volt Jugoszlávia (Szlovénia és Horvátország nélkül) vagy Törökország, 1,2% egyéb országok polgára volt. 2001-ben a lakosok 78%-a római katolikusnak, 1,2% evangélikusnak, 2,2% ortodoxnak, 4,3% mohamedánnak, 12,2% pedig felekezeten kívülinek vallotta magát. Ugyanekkor 2 magyar élt a mezővárosban; a legnagyobb nemzetiségi csoportokat a német (90,8%) mellett a törökök (3%) és a szerbek (2,4%) alkották. 
A népesség változása:

| 2016 | 2 005 |
| 2018 | 2 029 |

## Látnivalók
- a Szt. Koloman-plébániatemplom és a 18. századi barokk plébánia
- az 1765-ös Szentháromság-oszlop
- a 17. századi uradalmi csűr

## Fordítás
- Ez a szócikk részben vagy egészben  a   Weikendorf című német Wikipédia-szócikk ezen változatának fordításán alapul.  Az eredeti cikk szerkesztőit annak laptörténete sorolja fel. Ez a jelzés csupán a megfogalmazás eredetét és a szerzői jogokat jelzi, nem szolgál a cikkben szereplő információk forrásmegjelöléseként.